# Chic (альбом)
Chic — дебютный студийный альбом американской ритм-н-блюзовой группы Chic, выпущенный в 1977 году на лейбле Atlantic Records.
В альбом вошли хиты «Dance, Dance, Dance (Yowsah, Yowsah, Yowsah)» — первоначально выпущенный на лейбле Buddah Records — (US Hot 100 #6, R&B #6, US Club Play #1, UK #6) и «Everybody Dance» (US Hot 100 #38, R&B #12, US Club Play #1, UK #9). Дебютный альбом группы Chic достиг 27-го места в чарте US Pop charts, 12-го места в R&B charts и получил статус «Золотого» от RIAA, разойдясь тиражом в более чем полтора миллиона копий.
В 1991 году Chic был переиздан на CD лейблами Atlantic Records/Warner Music. В 2006 и в 2011 годах альбом подвергся цифровому ремастерингу на лейблах Wounded Bird Records и Warner Music Japan.

## Список композиций
Авторы всех песен Найл Роджерс и Бернард Эдвардс, за исключением отмеченных.
Сторона «A»
1. «Dance, Dance, Dance (Yowsah, Yowsah, Yowsah)[англ.]» (Edwards, Lehman, Rodgers) — 8:21
2. «São Paulo» (Edwards, Lehman, Rodgers) — 5:01
3. «You Can Get By» — 5:36

Сторона «Б»
1. «Everybody Dance» — 6:41
2. «Est-ce que c’est Chic?» — 3:53
3. «Falling in Love with You» — 4:29
4. «Strike Up the Band» (Edwards, Lehman, Rodgers) — 4:32

## Участники записи
- Норма Джин Райт[англ.] — ведущий вокал
- Альфа Андерсон — ведущий вокал
- Бернард Эдвардс — бас-гитара, вокал
- Найл Роджерс — гитара, вокал
- Тони Томпсон — ударные
- Лютер Вандросс — вокал
- Дэвид Лесли[англ.] — вокал
- Робин Кларк — вокал
- Дива Грэй[англ.] — вокал
- Кенни Льюман — духовые
- Дэвид Фридман — оркестровые колокола, вибрафоны
- Рэймонд Джонс — клавишные
- Роберт Сабино[англ.] — клавишные
- Энди Шварц — клавишные
- Том Коппола[англ.] — клавишные
- Джордж Янг — флейта, тенор-саксофон
- Вито Рэндес — флейта, тенор-саксофон
- Джон Фаддис[англ.] — труба
- Барри Роджерс — тромбон
- Сэмми Фигуероа[англ.] — перкуссия
- Альфред Браун — струнные
- Глория Аугустини — клавесин

## Производство
- Бернард Эдвардс — музыкальный продюсер
- Найл Роджерс — продюсер
- Кенни Льюман — сопродюсер (трек Б1)
- Боб Клермонтайн[англ.] — звукорежиссёр
- Боб Дрейк — звукоинженер
- Майкл Фронделли — звукоинженер
- Рон Джонсон — звукоинженер
- Том Саварис[англ.] — звукоинженер
- Записано в Electric Lady Studios, в Нью-Йорке; вокальные партии смиксованы в Power Station, Нью-Йорк